# گریت استاکلی
گریت استاکلی (به انگلیسی: Great Stukeley) یک روستا در بریتانیا است که در کمبریج‌شر واقع شده‌است. گریت استاکلی ۱٬۳۴۰ نفر جمعیت دارد.